# Fenyl

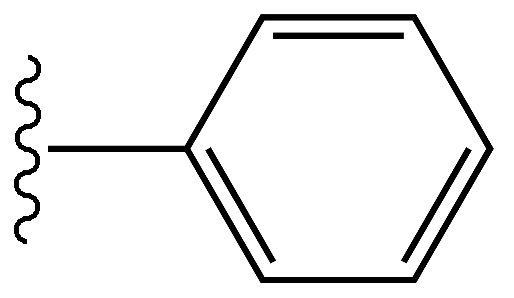
Struktura fenylové skupiny

V organické chemii se jako fenyl, fenylová skupina či fenylový kruh (často se píše zkráceně jako Ph nebo Φ, řecké písmeno fí) označuje funkční skupina se vzorcem C6H5-, kde je šest atomů uhlíku uspořádáno v kruhové struktuře. Tato hydrofobní, velmi stabilní aromatická uhlovodíková jednotka je obsažena v mnoha aromatických sloučeninách. Lze ji považovat za odvozenou od benzenu (C6H6) odštěpením jednoho atomu vodíku. V literatuře se proto benzen někdy označuje jako PhH.
Jednou z nejjednodušších sloučenin obsahujících fenylovou skupinu je fenol, C6H5OH. Často se říká, že rezonanční stabilita fenolu ho činí silnější kyselinou, než jsou alifatické alkoholy, např. ethanol (disociační konstanta pKa = 10 u fenolu, resp. 16-18 u ethanolu). Ovšem významným příspěvkem k tomu je větší elektronegativita alfa uhlíku sp2 ve fenolu oproti sp3 v alifatických alkoholech.
- Protony ve fenylové skupině mají typicky chemické posuny okolo 7,27 ppm v 1H-NMR především díky proudu aromatického kruhu, ovšem tyto hodnoty se mohou měnit v závislosti na substituentech.
- Fenylové skupiny lze najít i v polymerech, například polystyrenu.
- Fenylová skupina patří mezi arylové skupiny.
- Fenylová skupina se liší od skupiny benzylové, benzyl obsahuje ještě methylenovou skupinu CH2.